# Pusztai rózsa
Pusztai rózsa (más fordításban Vadrózsa, németül Heidenröslein) című dalt Franz Schubert komponálta. A szöveget Johann Wolfgang von Goethe írta 1771-ben Strasbourgban Friederike Brionnak(de), akkori szerelmének. A vers 1791-ben jelent meg.

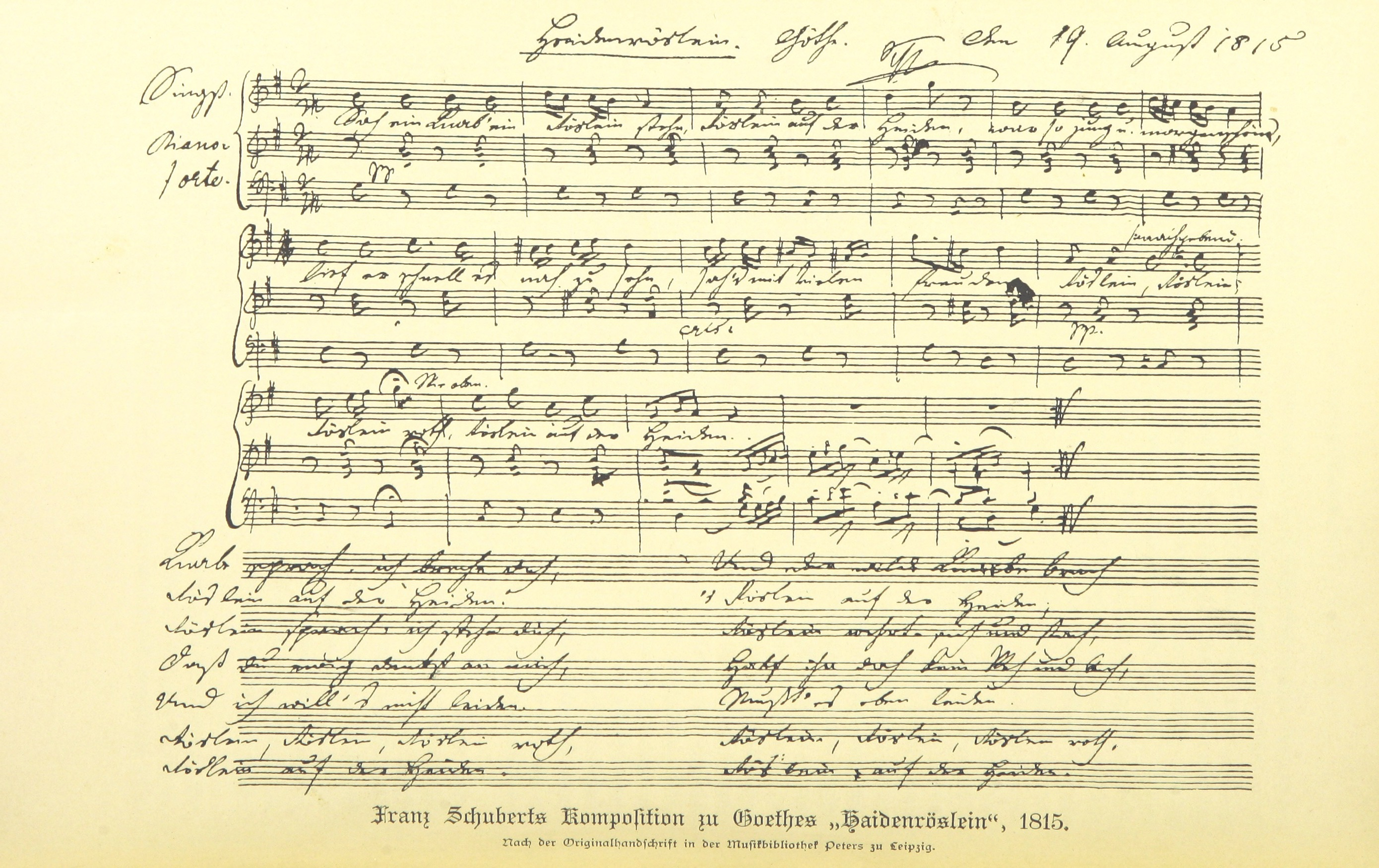
A dal kottája Schubert kézírásával

## Kotta és dallam
| Pajkos ifjú rózsát lelt, Rózsát a pusztában, Ki sem nyílt, még bimbó volt, Kit a szellő megcsókolt Puszta szép virága Rózsa, rózsa, harmatos, Rózsa a pusztában!                                      | Ifjú szólt: letéplek én, Édes, édes rózsám! Rózsa szólt: megszúrlak én, Lelked rajta kis legény, Száz tövisem szúr ám! Rózsa, rózsa, harmatos, Rózsa a pusztában!                                      | És az ifjú kebelén Hervad már a rózsa Bárhogy küzdött is szegény, Mert erősebb a legény Betellett a sorsa Rózsa, rózsa, harmatos, Rózsa a pusztában!                                           |
| Sah ein Knab ein Röslein stehn, Röslein auf der Heiden, War so jung und morgenschön, Lief er schnell, es nah zu sehn, Sahs mit vielen Freuden. Röslein, Röslein. Röslein rot, Röslein auf der Heiden. | Knabe sprach: Ich breche dich, Röslein auf der Heiden! Röslein sprach: Ich steche dich, Daß du ewig denkst an mich, Und ich wills nicht leiden. Röslein, Röslein. Röslein rot, Röslein auf der Heiden. | Und der wilde Knabe brach s Röslein auf der Heiden; Röslein wehrte sich und stach, Half ihm doch kein Weh und Ach, Mußt es eben leiden. Röslein, Röslein. Röslein rot, Röslein auf der Heiden. |

## Felvételek
- Franz Schubert – Johann Wolfgang von Goethe:  Vadrózsa, Op. 3 No. 3. Szirmay Márta  Youtube (1971. április 19.)  (Hozzáférés: 2017. július 14.) (audió)
- Franz Schubert – Johann Wolfgang von Goethe:  Vadrózsa. Youtube. Balassagyarmat (2010)  (Hozzáférés: 2017. július 14.) (videó)
- Franz Schubert – Johann Wolfgang von Goethe:  [youtu.be/kLy_35bW5H8 Heidenroslein D 257.] Renée Fleming (szoprán), Christoph Eschenbach(de) (zongora)  Youtube (2009. szeptember 20.)  (Hozzáférés: 2017. július 14.) (audió, képsorozat)
- Franz Schubert – Johann Wolfgang von Goethe:  Heidenröslein. Peter Schreier ének, Rudolf Buchbinder(de) zongora  Youtube. Schönbrunn Palace (Bécs) (2010. október 9.)  (Hozzáférés: 2017. július 14.) (videó)